# Медвежья (приток Щапины)
Медвежья (устар. Верхняя Медвежья) — река на полуострове Камчатка в России.
Длина реки — 14 км. Впадает в реку Щапина слева на расстоянии 130 км от устья.
По данным государственного водного реестра России относится к Анадыро-Колымскому бассейновому округу.
Код водного объекта — 19070000112120000014045.